# Cuarto del Rey (Alcázar de Madrid)
El Cuarto del Rey del Alcázar de Madrid era un conjunto de estancias destinadas a ser morada del monarca español en ese edificio, algunas de ellas presentaban un marcado carácter ceremonial.

## Historia
El cuarto del rey se formó especialmente a partir de la reformas acometidas en el Alcázar por Carlos I de España. Éstas reformas llevaron a la ampliación del Alcázar formando un segundo patio al oeste del existente. Alrededor de este nuevo patio se disponía el Cuarto de la Reina, una serie de nuevas habitaciones que fueron destinadas a las reinas de España. Este desdoblamiento llevó a la formación en las estancias primitivas de lo que se conoció como el cuarto del rey. Esta zona del Alcázar sufrió diversas modificaciones a lo largo de su historia, desde su formación en época de los Trastámara hasta el incendio del Alcázar en 1734.
Será especialmente a partir del reinado de Felipe IV cuando se realizará una cierta distinción entre los espacios de uso ceremonial, situados en la crujía norte y parte de la crujía oeste alrededor del patio del rey, situado en la mitad oeste del Alcázar; y los espacios que presentaron un carácter más privado en el resto de la crujía oeste y la crujía sur.
En la mitad del siglo XVII algunas de las salas, situadas en la cara sur de la crujía sur tomaron un papel público y ceremonial relevante, por ejemplo, el salón de espejos o la pieza ochavada.

## Descripción

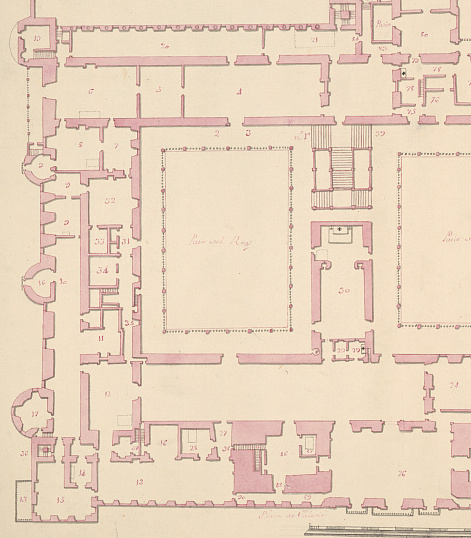
Cuarto del Rey, como detalle de una copia del Plano de Gómez de Mora. La numeración corresponde al listado del artículo.

El Cuarto se situaba en el piso principal del Alcázar de Madrid, alrededor del patio del Rey. Empezando por la crujía central (al este del patio) en que se situaba la escalera principal y siguiendo el sentido contrario a las agujas del reloj.
Siguiendo la distribución del Plano de Gómez de Mora, realizado alrededor de 1625, el Cuarto del Rey se componía entonces de las siguientes estancias, por el orden ceremonial y el dado por sucesión numérica en el Plano (las cursivas expresan el texto de Gómez de Mora):
1. - Escalera principal.
4. - Sala de guardas. 
5. - Saleta (anteriormente, unida a la siguiente formando la Sala Rica).
6. - Antecámara.
7. - Antecamarilla de embajadores.
8. - Cámara.
9. - Piezas del comedor privado, una circular y una cuadrada de paso seguidas hacia el sur por otra mayor, verdadero comedor privado con estradillo.
10. - Galería dorada.
11. - Alcoba del Rey, donde çena de ordinario el Rey.
12. - Dormitorio del Rey, después llamada, pieza oscura.
13. - Galería del Rey.
14. - Alcobilla, enclavada en la Torre Dorada [después Oratorio del Rey].
15. - Despacho, enclavado en la Torre Dorada.
16. - Pieza donde tiene el Rey todo lo perteneciente a la mussica, de libros e instrumentos de diferentes suertes y grandeça.
17. - Camarín en que se guardan diferentes cossas del gusto del Rey.
18.- Cubo de las trazas, están todas las traças de las cassas reales, para las obras y relaçiones de los caminos tocantes a los reinos de España, que están a cargo (los planos, no los caminos) del traçador mayor del Rey y maestro de sus obras.
19. - Torre de Francia, o apossento donde el Rey guarda sus libros.
20. - Galería del Cierzo.
21. - taller de uno de los pintores.
22. - Escalera por donde baja el Rey a los apossentos de las bovedas para pasar las oras de la siesta en el berano.
23. - Sala de Comedias o de Saraos.
24. - Dormitorio del Rey, después conocida como Pieza de las Furias.
26. - Salón grande, después conocido como Salón de Espejos.
27. - Paso, de la gran sala (23) a la galería (13).
28. - Dormitorio del infante don Carlos [usado como Oratorio del Rey bajo Felipe III]
31. - Cuarto de paso y armarios.
32. - Apossento donde se ponen las mesas de la parada y bianda.
33. - Retrete.
34.- Guardarropa del Rey y de su hermano el infante don Carlos.
35. - Pasillo de servicio.
36.- Escalera secreta para bajar al campo, enclavado en la Torre Dorada.
86. - Dormitorio de invierno del Cardenal-infante don Fernando, antes dormitorio de su abuelo Felipe II.
Además, el rey contaba con una serie de habitaciones más frescas situadas en la planta baja de la crujía norte del alcázar conocidas como cuarto bajo del Rey o cuarto de verano del Rey.

### Individuales
1. ↑  Orson, 1986, p. 261.
2. ↑  Íñiguez Almech, 1952, pp. 72-84.
3. ↑  Orson, 1986, p. 22.